# 小うどん (漫画家)
小うどん（こうどん、生年月日不明）は日本の漫画家。別名義として小独活の名前でも執筆活動をしていた。アミューズメントメディア総合学院卒業生。アシスタント活動などを経て2014年に竹書房の月刊キスカにて、『人狼ゲーム』（原作：川上亮）」のコミカライズで連載漫画家デビュー。

2020年7月から2021年11月まで小学館の『月刊サンデーGX』並びに漫画アプリ・『マンガワン』にて小うどん名義で『夏へのトンネル、さよならの出口 群青』（原作：八目迷、キャラクター原案：くっか）を連載。

## 作品リスト

### 小独活名義
- 人狼ゲーム（原作：川上亮、『月刊キスカ』、竹書房）全3巻
- 人狼ゲーム BEAST SIDE（原作：川上亮、『月刊キスカ』、竹書房）全3巻
- 人狼ゲーム CRAZY FOX（原作：川上亮、『月刊キスカ』、竹書房）全4巻

### 小うどん名義
- 夏へのトンネル、さよならの出口 群青（原作：八目迷 キャラクター原案：くっか、『月刊サンデーGX』・『マンガワン』、小学館）全4巻
- パパが勝つなんてありえない（『月刊サンデーGX』2023年12月号[2]、小学館）
- 不死王の息子（原作：日向夏、カドコミ 2025年5月29日[3]-連載中、KADOKAWA）